# シリュスデゼーグル
シリュスデゼーグル（Cirrus des Aigles、2006年5月8日 - ）はフランスで生産・調教された競走馬である。おもな勝ち鞍は2011年のチャンピオンステークス、2012年のドバイシーマクラシック、ガネー賞、2014年のガネー賞、イスパーン賞、コロネーションカップ、2015年のガネー賞。2011年のカルティエ賞最優秀古馬。

## 概要
デビュー前に去勢されており、クラシック競走や凱旋門賞など一部の競走には出走できなかった。

### 2008年・2009年
2008年10月7日にシャンティイ競馬場でデビューを迎えたが、年末まで4戦して4着、3着、2着、2着と善戦するものの勝利できず、年明け2戦目にカーニュシュルメール競馬場で初勝利をあげた。その後は4戦続けて2着となかなか勝ちきれなかったが、5月にロンシャン競馬場で2勝目、3勝目と連勝している。そして様々な競馬場でリステッド競走に挑戦するようになり、8月12日にルリオンダンジェ競馬場で行われたリオンダンジェ大賞でリステッド競走初勝利を挙げた。この間には、マッチェム賞でキャヴァルリーマンの2着などがあった。重賞初挑戦はロンシャン競馬場で行われるG3競走のプランスドランジュ賞で、人気薄であったが3番手から抜け出して19戦目にして重賞初勝利を達成した。続いてG2競走のコンセイユドパリ賞に出走、後続に6馬身をつける圧勝で重賞連勝とした。年末には香港に遠征し香港ヴァーズに出走したがダリヤカナの5着に敗れた。

### 2010年
2010年は2月に行われたリステッド競走のコートダジュール大賞に出走、4着に敗れた後休養に入った。8月に行われたG3競走ゴントービロン賞で復帰、ここはヴィジョンデタの3着に敗れたが、続くリステッド競走のブローニュ賞を勝つと、G2競走のドラール賞に出走した。得意としている渋った馬場になったこともあり、先行策から周りが伸びあぐねる中抜け出し、ゴントービロン賞で2着だったブダイを2馬身差で下して優勝した。連覇を狙ったコンセイユドパリ賞では60kgという斤量を背負い、道中不利を受けたこともあって2着に惜敗した。前年と同じくアジア遠征を敢行。日本のジャパンカップに出走したが、目立つ実績がなかったこともあって18頭中16番人気、単勝オッズ109.3倍という極めて低い評価であった。レースでは大外枠だったこともあり、後方からの競馬となったが出走した外国馬の中では最先着となる9着となった。暮れの香港カップでは7着に敗れた。

### 2011年
フランスで重賞戦線開幕を告げるエクスビュリ賞をたたき、ガネー賞に出走した。前年のフランスクラシック戦線で活躍したプラントゥール、凱旋門賞3着のサラフィナの2頭には敗れたものの、アイリッシュダービー・アイリッシュチャンピオンステークスを勝ったケープブランコに先着する3着となり、G1戦線でも通用することを証明した。イスパーン賞では当時G1競走12勝のゴルディコヴァをマークする形で進め、直線で並びかけたが、振り切られてクビ差の2着に敗れた。G3競走のラクープをはさんで出走したサンクルー大賞では積極的に逃げ、直線でも脚色は衰えることがなかったが、ゴール前でサラフィナにクビ差交わされて2着に惜敗した。その後はヴィシー大賞・ゴントービロン賞・ドーヴィル大賞と馬場が渋っていたこともあり、それぞれ3馬身・8馬身・10馬身差で重賞3連勝を達成。前年に続いて出走したドラール賞では最後にバイワードに差されて2着に敗れた。本年からアスコット競馬場で行われることとなったチャンピオンステークスではクリストフ・スミヨンに乗り代わりとなった。ここではG1競走8勝のソーユーシンクが本命とされていたが、そのソーユーシンクをマークする形で進めると直線でじりじりと追い上げ、3/4馬身交わして優勝、38戦目にして悲願のG1競走初勝利を達成した。その後3度目の香港遠征をしたが、香港カップでは5着に敗れた。

### 2012年
ドバイワールドカップを目標としていたが、シャンティイ競馬場のオールウェザーコースで行われたコンディション戦で2着に敗れ、矛先をドバイシーマクラシックに変更した。オリビエ・ペリエに乗り代わりとなって出走したドバイシーマクラシックでは、3コーナーから先頭にたつと食い下がって来たセントニコラスアビーをクビ差凌いでG1競走2勝目を挙げた。前年に続いて出走したガネー賞では不良馬場となったこともあり、先手を取るとそのまま後続に8馬身差を付ける圧勝でG1競走2連勝とした。イスパーン賞でも逃げる形となったが、前年のフランス2冠牝馬ゴールデンライラックに交わされて2着に敗れた。その後サンクルー大賞に出走を予定していたが脚部不安のため取り消している。次はキングジョージ6世&クイーンエリザベスステークスと考えられていたが、イスパーン賞後のドーピングテストで禁止薬物の陽性反応が出て失格処分が発表され、それが影響したのか英国の競走を出走回避が重なり、次走は3年連続の出走となるドラール賞まで延びた。なお、コリーヌ・バランド＝バルブ調教師は禁止薬物の使用を認めず異議申し立てを行っている。ドラール賞を9馬身差で圧勝した後、得意の重馬場となったチャンピオンステークスでは、フランケルから1馬身3/4差の2着と完敗した。その後は香港カップ参戦のため遠征したが、直前で左前脚を痛めて出走を取り消した。

### 2013年
始動戦となったサンクルー大賞、キングジョージ6世&クイーンエリザベスステークスと続けてノヴェリストの前に大敗、G3のゴントービロン賞でも格下馬に敗れるなど不振に陥った。しかし、メゾンラフィット競馬場で行われたラクープドメゾンラフィットでようやくこの年初勝利を挙げると、4年連続出走となったドラール賞でも優勝。調子を上げて3年連続の出走となるチャンピオンステークスに挑むが、ファーに惜敗。その後は前年は出走が叶わなかった香港カップに参戦するが、3着に敗れる。

### 2014年
2012年の初戦と同様、シャンティイ競馬場のオールウェザーコースでのコンディション戦に出走するが4着に敗れ、再びドバイシーマクラシックに向かった。 レースでは一旦は先頭に立ったものの、直線で前が詰まって外に進路を取り直すロスのあったジェンティルドンナに差し切られて2着に敗れる。しかし欧州に戻って出走したガネー賞では、前年のカルティエ賞年度代表馬であるトレヴを直線での叩き合いの末に下して優勝。続いてイスパーン賞、コロネーションカップも制し、8歳にして初めてG1競走3連勝を達成した。

### 2015年
ガネー賞で連覇を達成。このレース通算3勝目を達成した。しかしその後は勝ちきれないレースが続いた。

### 2016年
靭帯の故障のため現役を引退した。引退後は2013年ごろから手綱を取ることが多かったクリストフ・スミヨン騎手の元で暮らしている。

## 競走成績
- 2008年 4戦（0 - 2 - 1 - 1）
- 2009年 17戦（6 - 8 - 2 - 1）
  - 1着 コンセイユドパリ賞 (G2) 、プランスドランジュ賞 (G3)
- 2010年 7戦（2 - 1 - 1 - 3）
  - 1着 ドラール賞 (G2)
  - 2着 コンセイユドパリ賞 (G2)
  - 3着 ゴントービロン賞 (G3)
- 2011年 11戦（5 - 3 - 2 - 1）
  - 1着 チャンピオンステークス (G1) 、ドーヴィル大賞 (G2) 、ラクープ (G3) 、ヴィシー大賞 (G3) 、ゴントービロン賞 (G3)
  - 2着 イスパーン賞 (G1) 、サンクルー大賞 (G1) 、ドラール賞 (G2) 、エクスビュリ賞 (G3)
  - 3着 ガネー賞 (G1)
- 2012年 4戦（3 - 2 - 0 - 1）
  - 1着 ドバイシーマクラシック (G1) 、ガネー賞 (G1) 、ドラール賞 (G2)
  - 2着 チャンピオンステークス (G1)
- 2013年 8戦（2 - 2 - 1 - 3）
  - 1着 ラクープドメゾンラフィット (G3) 、ドラール賞 (G2)
  - 2着 チャンピオンステークス (G1)、ゴントービロン賞 (G3)
  - 3着 香港カップ (G1)
- 2014年
  - 1着 ガネー賞（G1）、イスパーン賞（G1）、コロネーションカップ（G1）
  - 2着 ドバイシーマクラシック（G1）
- 2015年
  - 1着 ガネー賞（G1）

## 血統表
| シリュスデゼーグル (Cirrus des Aigles)の血統（トウルビヨン系>クラリオン系 / Nijinsky II 4×5=9.38%、Northern Dancer 5×5=6.25%、Round Table 5×5=6.25%） | シリュスデゼーグル (Cirrus des Aigles)の血統（トウルビヨン系>クラリオン系 / Nijinsky II 4×5=9.38%、Northern Dancer 5×5=6.25%、Round Table 5×5=6.25%） | シリュスデゼーグル (Cirrus des Aigles)の血統（トウルビヨン系>クラリオン系 / Nijinsky II 4×5=9.38%、Northern Dancer 5×5=6.25%、Round Table 5×5=6.25%） | （血統表の出典）  | （血統表の出典） |
| 父 Even Top 1993 黒鹿毛 アイルランド | 父の父Topanoora 1987 鹿毛 アイルランド | Ahonoora | Lrenzaccio        | Lrenzaccio       |
| 父 Even Top 1993 黒鹿毛 アイルランド | 父の父Topanoora 1987 鹿毛 アイルランド | Ahonoora | Helen Nichols     |                  |
| 父 Even Top 1993 黒鹿毛 アイルランド | 父の父Topanoora 1987 鹿毛 アイルランド | Topping Girl | Sea Hawk          | Sea Hawk         |
| 父 Even Top 1993 黒鹿毛 アイルランド | 父の父Topanoora 1987 鹿毛 アイルランド | Topping Girl | Round Eye         |                  |
| 父 Even Top 1993 黒鹿毛 アイルランド | 父の母Skevena 1983 鹿毛 アイルランド | Niniski | Nijinsky II       | Nijinsky II      |
| 父 Even Top 1993 黒鹿毛 アイルランド | 父の母Skevena 1983 鹿毛 アイルランド | Niniski | Virinia Hills     |                  |
| 父 Even Top 1993 黒鹿毛 アイルランド | 父の母Skevena 1983 鹿毛 アイルランド | Skhiza | Tagowice          | Tagowice         |
| 父 Even Top 1993 黒鹿毛 アイルランド | 父の母Skevena 1983 鹿毛 アイルランド | Skhiza | Anticlea          |                  |
| 母 Taille de Guepe 1999 栗毛 フランス | 母の父Septieme Ciel 1987 鹿毛 アメリカ | Seattle Slew | Bold Reasoning    | Bold Reasoning   |
| 母 Taille de Guepe 1999 栗毛 フランス | 母の父Septieme Ciel 1987 鹿毛 アメリカ | Seattle Slew | My Charmer        |                  |
| 母 Taille de Guepe 1999 栗毛 フランス | 母の父Septieme Ciel 1987 鹿毛 アメリカ | Maximova | Green Dancer      | Green Dancer     |
| 母 Taille de Guepe 1999 栗毛 フランス | 母の父Septieme Ciel 1987 鹿毛 アメリカ | Maximova | Baracala          |                  |
| 母 Taille de Guepe 1999 栗毛 フランス | 母の母Roots 1992 栗毛 フランス | Funambule | Lyphard           | Lyphard          |
| 母 Taille de Guepe 1999 栗毛 フランス | 母の母Roots 1992 栗毛 フランス | Funambule | Sonoma            |                  |
| 母 Taille de Guepe 1999 栗毛 フランス | 母の母Roots 1992 栗毛 フランス | Ruma | Rheffic           | Rheffic          |
| 母 Taille de Guepe 1999 栗毛 フランス | 母の母Roots 1992 栗毛 フランス | Ruma | Runnelld F-No.9-h |                  |

- 父イーヴントップは1996年の2000ギニーで2着、1995年のレーシングポストトロフィーで2着などがある。主にナショナルハント競走（障害競走）馬の種牡馬として活動しており、シリュスデゼーグルは父の産駒では最も平地競走で成功している。
- 母は未出走、母の父セプティームシエルは1990年のフォレ賞勝ち馬。